# Kernel.org
کرنل نقطه ارگ (به انگلیسی: kernel.org) یک وب‌گاه است که مخزن اصلی هستهٔ لینوکس به‌ شمار می‌رود. در این وب‌گاه همهٔ نسخه‌ها و کد منبع های هستهٔ لینوکس برای همهٔ کاربران در دسترس هستند. کرنل. ارگ به غیر از هستهٔ لینوکس میزبان پروژه‌های بسیار دیگر، مانند اندرویدِ گوگل، نیز هست. هدف اصلی وب‌گاه میزبانی مخزنی برای گسترش‌دهندگان هستهٔ لینوکس و نگهدارندگان توزیع‌های مختلف است. همچنین این سایت مستندات هستهٔ لینوکس را دارد.